# Big Wind
Pour les articles homonymes, voir Wind.
Un Big Wind, parfois appelé Windy, est un engin d'extinction d'incendie utilisé dans l'extinction des feux de puits de pétrole et de gaz.

## Description
C’est un engin spécialement conçu pour lutter contre les incendies de puits de pétrole particulièrement difficile à éteindre rapidement.
Il est doté de plusieurs lances à incendie couplées à deux réacteurs d'avion de chasse MiG-21 montés sur un châssis chenillé de char d'assaut T-34.
Le prototype a été inventé par des ingénieurs hongrois de MB Drilling.

## Utilisation
Il a notamment été utilisé pour éteindre les incendies des puits de pétrole à la suite des dommages de la guerre du Golfe au Koweït.